# Tasiocera terraereginae
Tasiocera terraereginae là một loài ruồi trong họ Limoniidae. Chúng phân bố ở miền Australasia.